# 统一S波段
统一S波段测控系统（英語：Unified S-Band TT&C System，简称）是现代空间技术的重要组成部分，它是在连续波定位、遥控、遥测和通信等技术基础上发展起来的综合性多功能测控系统。